# Préalpes bavaroises
Pour les articles homonymes, voir Préalpes.
Les Préalpes bavaroises sont un massif des Préalpes orientales septentrionales. Il s'élève entre l'Autriche (Land du Tyrol) et principalement l'Allemagne (Bavière, comme leur nom l'indique).
Le Krottenkopf est le point culminant du massif.

## Géographie

### Situation

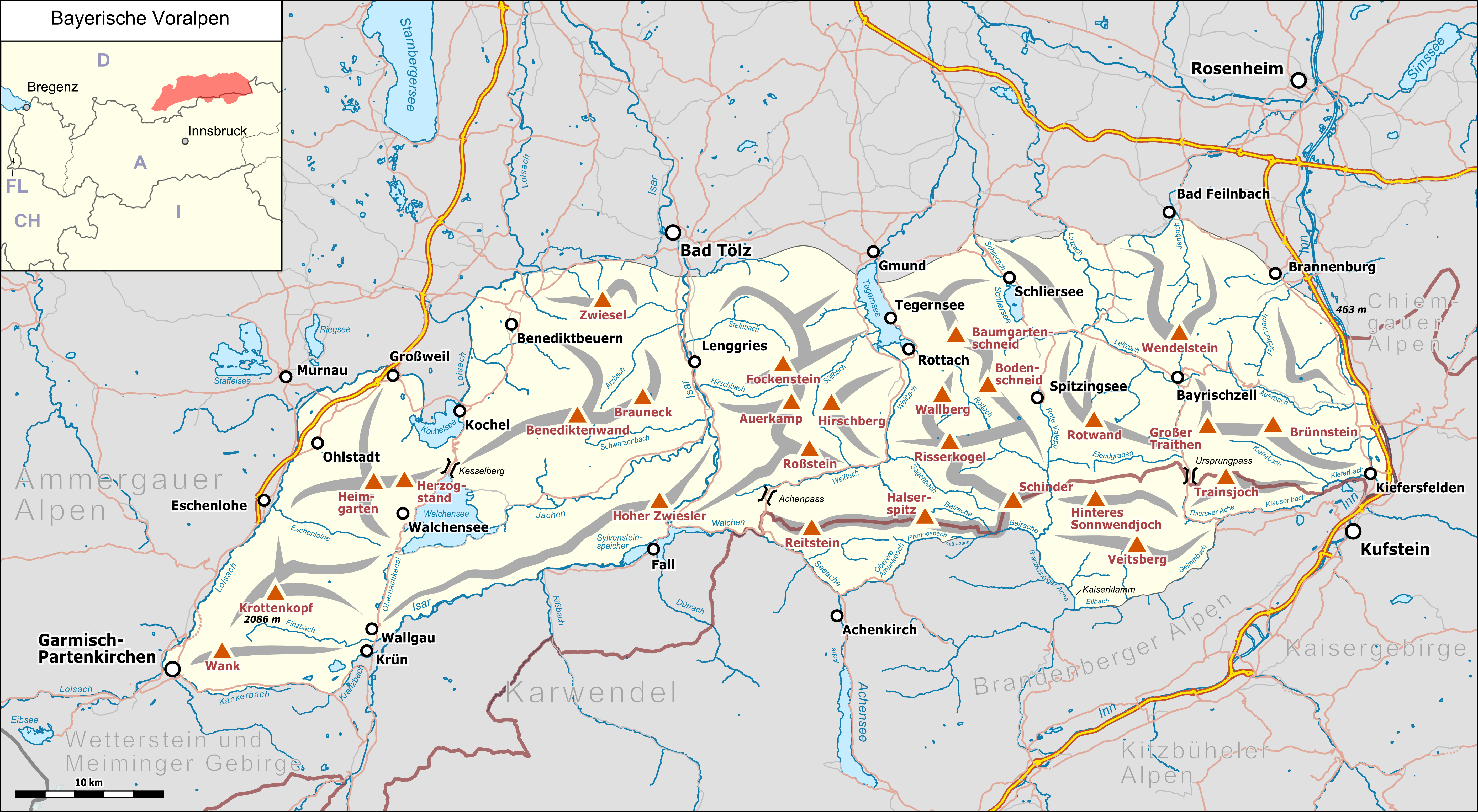
Carte des Préalpes bavaroises.

Le massif est entouré par les Alpes d'Ammergau à l'ouest, le Wetterstein au sud-ouest, les Karwendel au sud, les Alpes de Brandenberg au sud-est et les Alpes du Chiemgau à l'est.
Il est bordé à l'est par l'Inn. Il est également coupé en deux en direction du nord par l'Isar.
Il est baigné par les lacs de Walchen, Kochel et de Tegern.
Il est composé entre autres des chaînons de Mangfall, d'Ester et de Tegernsee.

### Sommets principaux

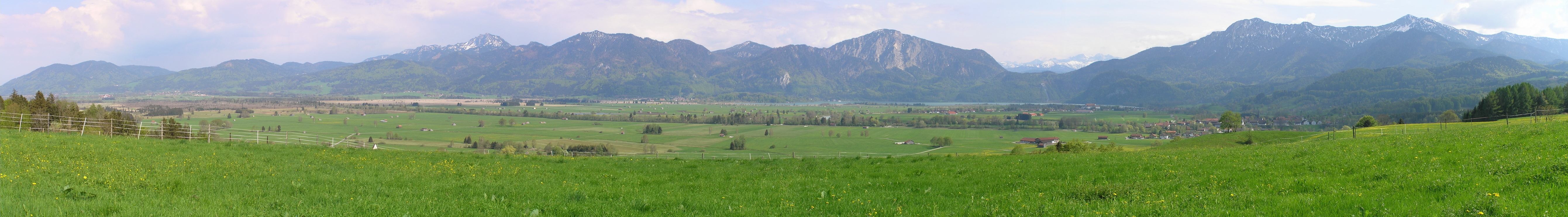
Panorama sur les Préalpes bavaroises du Benediktenwand au Heimgarten.

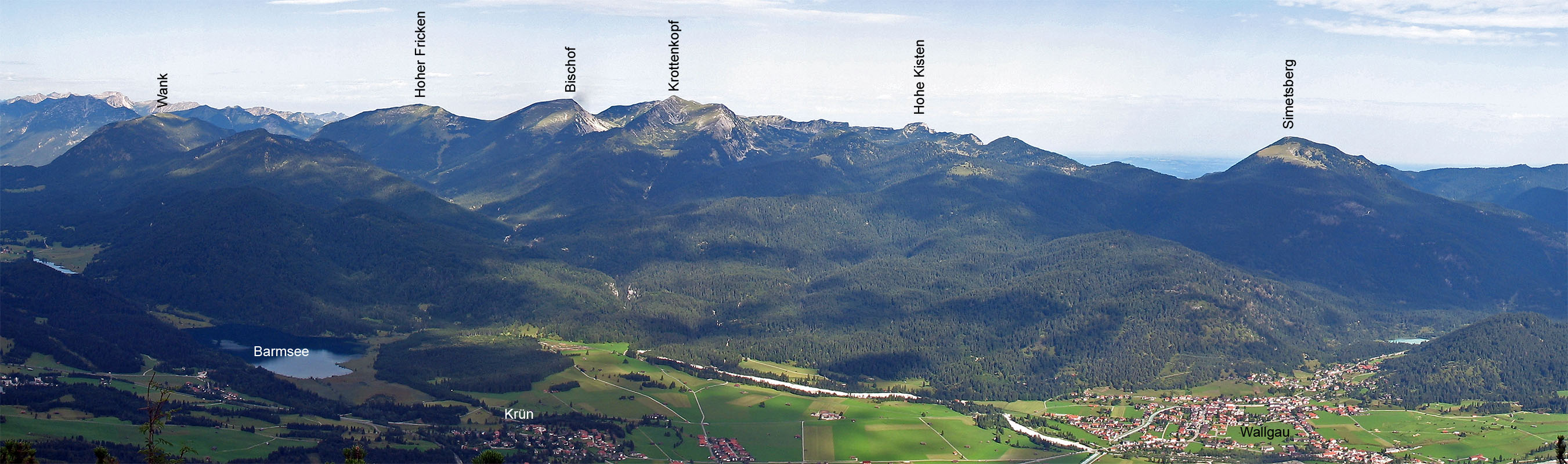
Le chaînon d'Ester.

| - Krottenkopf, 2 086 m - Bischof, 2 033 m - Hinteres Sonnwendjoch, 1 986 m - Hoher Fricken, 1 932 m - Hohe Kisten, 1 922 m - Rotwand, 1 884 m - Blauberge, 1 862 m - Grosser Traithen, 1 852 m - Simetsberg, 1 840 m - Wendelstein, 1 838 m - Risserkogel, 1 826 m - Schinder, 1 808 m - Ruchenköpfe, 1 805 m - Benediktenwand, 1 800 m - Heimgarten, 1 791 m - Wank, 1 780 m | - Plankenstein, 1 768 m - Aiplspitz, 1 759 m - Herzogstand, 1 732 m - Wallberg, 1 723 m - Buchstein, 1 701 m - Brecherspitz, 1 683 m - Hirschberg, 1 670 m - Brünnstein, 1 634 m - Hochsalwand, 1 625 m - Breitenstein, 1 622 m - Schildenstein, 1 613 m - Rosskopf, 1 580 m - Jochberg, 1 567 m - Fockenstein, 1 564 m - Brauneck, 1 555 m - Leonhardstein, 1 452 m |

## Activités

### Stations de sports d'hiver
- Bayrischzell
- Garmisch-Partenkirchen
- Kochel am See
- Lenggries
- Oberaudorf
- Rottach-Egern
- Schliersee
- Wackersberg

### Randonnée

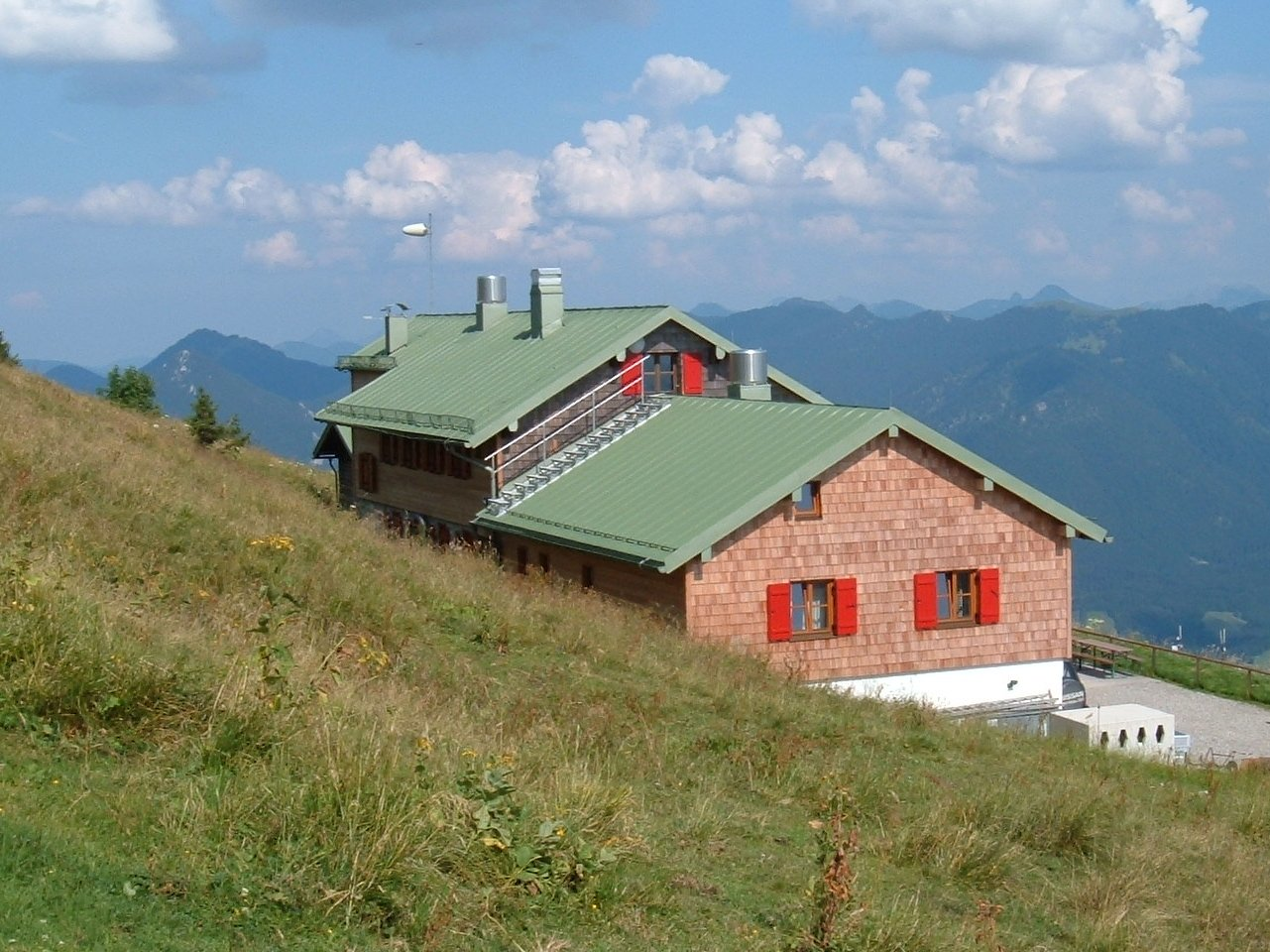
La cabane sommitale du Brauneck.

La Via Alpina, un sentier de grande randonnée touristique et transfrontalier, avec cinq variantes possibles, à travers toutes les Alpes, passe en particulier dans les Préalpes bavaroises.
L'itinéraire violet offre neuf étapes dans le massif :
- étape A51 : d'Oberaudorf à la cabane Brünnstein ;
- étape A52 : de la cabane Brünnstein à la cabane du Rotwand via la vallée d'Ursprung ;
- étape A53 : de la cabane du Rotwand à Sutten via le lac Spitzing ;
- étape A54 : de Sutten à Kreuth via le Risserkogel;
- étape A55 : de Kreuth à Lenggries via les refuges du Hirschberg et de Lenggries ;
- étape A56 : de Lenggries au refuge Tutzing via le Brauneck ;
- étape A57 : du refuge Tutzing au Herzogstand via le Kesselberghöhe ;
- étape A58 : du Herzogstand au refuge Weilheim via l'Eschenlohe ;
- étape A59 : du refuge Weilheim à Garmisch-Partenkirchen via le Wank.

Le Chemin de Rêve (Traumpfad) Munich-Venise mène aussi par les Préalpes bavaroises. Ce n'est certes pas un sentier de grande randonnée officiel, mais le chemin préconisé pour la première fois en 1977 a obtenu, entre-temps, une notoriété bien plus grande que des sentiers nationaux ou trans-nationaux :
- jour 3 : de Geretsried à la cabane sommitale du Brauneck via Bad Tölz et Lenggries. La majeure partie de cette étape se parcourt dans l'Avant-Pays ;
- jour 4 : de la cabane sommitale du Brauneck à Jachenau via le Benediktenwand ;
- jour 5 : de Jachenau à Hinterriss via Vorderriß où il entre dans les Karwendel ;